# Quartier de la place des Vosges
Le quartier de la Place des Vosges est un quartier historique de Paris (France).

## Situation et accès
Situé dans le 3earrondissement il fait partie du Marais. 

## Origine du nom
Il doit son nom à la place des Vosges qui y est située.